# 天主教奧索爾諾教區
天主教奧索爾諾教區（拉丁語：Diocesis Osornensis）是智利一個羅馬天主教教區，屬蒙特港總教區。
教區於1955年11月15日成立，管轄範圍包括湖大區的奧索爾諾省。教區於2004年時有教友113,159人（佔轄區人口51.1%）、廿二個堂區、四十一名司鐸。現任教區主教為喬治·亨利·孔查-卡尤克奧，榮休主教為十字若望·巴羅斯-馬德里。